# Chile Vamos
Chile Vamos (Nederlands: Voorwaarts Chili!) is een politieke coalitie in Chili. Vamos Chile verenigd de centrumrechtse partijen in Chili en werd op 29 januari 2015 opgericht als opvolger van de Alianza. Aanvankelijk werd voor de naam Coalición por la Libertad (Coalitie voor de Vrijheid) gekozen, maar op 4 oktober 2015 werd de huidige naam aangenomen.
Chile Vamos is iets minder rechts georiënteerd dan haar voorganger, de Alianza. De reden daartoe is dat centrumgerichte Partido Regionalista Independiente (Onafhankelijke Regionalistische Partij) naast de centrumrechtse Unión Demócrata Independiente (Onafhankelijke Democratische Unie) en de Renovacion Nacional (Nationale Hernieuwing) deel uitmaakt van de coalitie. Ook de economisch liberale Evópoli maakt deel uit van Chile Vamos.